# كيفن ميرفي
كيفن ميرفي (15 أغسطس 1963 في زامبيا - ) (بالإنجليزية: Kevin Murphy)‏ هو لاعب كريكت زيمبابوي.

## وصلات خارجية
- كيفن ميرفي على موقع إي آس بي آن كريك إنفو (الإنجليزية)